# ستان نيلسون
ستان نيلسون هو سياسي كندي، ولد في 27 مارس 1939 في فانكوفر في كندا. حزبياً، نشط في الرابطة التقدمية المحافظة في ألبرتا ‏. وقد انتخب عضو الجمعية التشريعية ألبرتا.